# いちご (ゆずの曲)
「いちご」は、ゆずの楽曲で、通算28枚目のシングル。2009年7月29日に発売。発売元はセーニャ・アンド・カンパニー。

## 概要
ゆずにとって2009年のシングル第2弾。「夏のエッチな衝撃ポップチューン!」とキャッチコピーがつけられた。
完全限定生産。特殊仕様パッケージ（カラーケース）、いちご（キャラクター）ステッカーが入っている。
PVではゆずの2人がアリに仮装し、いちごになった女性達が踊っている中ギターを弾いている。
YouTubeで公開されている「いちごTV」は、不適切動画とされ、18歳以上であることを証明しなければ見ることができなかった（今は公開終了。ただしのちに録歌選　虹の特典映像として収録）。
2作ぶり（「two友」を除く）に初動は、5万枚を割った。

## 収録曲
1. いちご (4:23)
  - 作詞・作曲：北川悠仁 / Produced by 蔦谷好位置 & ゆず)
  - テレビ朝日系の音楽番組『ミュージックステーション』内で[いつ?]、「特急あずさに乗車中、「一期一会」という曲のイメージが浮かび、1番が出来上がったが、だんだん方向がズレていった。」と発言していた[出典無効]。
2. 健太郎のお姉ちゃん (2:40)
  - 作詞・作曲：北川悠仁
  - 神奈川県横浜市磯子区に存在するモンマルト洋菓子店が歌詞内に登場する。
  - ライブでは健太郎のお姉ちゃんのところの歌詞を、お客さんの中から選んで歌う。
3. 物語 (3:43)
  - 作詞・作曲：岩沢厚治

## 演奏
いちご
- 北川悠仁：Vocal, Acoustic Guitar, Tambourine
- 岩沢厚治：Vocal, Acoustic Guitar
- 蔦谷好位置：Programming, All Other Sparking
- 松原"マツキチ"寛：Drums
- 種子田健：Bass
- 百田留衣：Electric Guitar

健太郎のお姉ちゃん
- 北川悠仁：Vocal, Acoustic Guitar, Tambourine
- 岩沢厚治：Vocal, Acoustic Guitar, Harp
- 寺岡呼人：Electric Guitar, Bass, Programming
- 伊藤隆博：Electric Piano
- 高田連：Steel Guitar
- 濱田晃弘：Manipulator

物語
- 北川悠仁：Vocal, Acoustic Guitar, Tambourine
- 岩沢厚治：Vocal, Acoustic Guitar, Harp
- 小倉博和：Mandolin
- 濱田晃弘：Manipulator

## テレビ出演
- ミュージックステーション（テレビ朝日、2009年7月31日）